# أينيغو ري
أينيغو ري (بالإسبانية: Íñigo Rey)‏ هو لاعب كرة قدم مكسيكي، ولد في 19 مايو 1984 في مدينة مكسيكو في المكسيك. لعب مع نادي بويبلا.

## وصلات خارجية
- أينيغو ري على موقع قاعدة بيانات كرة القدم.إي يو (الإنجليزية)